# André Jolivet
André Jolivet (født 8. august 1905 i Paris, Frankrig, død 20. december 1974) var en fransk komponist. 
Jolivet studerede hos Paul le Flem, og senere Edgar Varese. Han var i starten inspireret af Claude Debussy, Paul Dukas og Maurice Ravel, men skiftede til en atonal kompositions form da han hørte Arnold Schönbergs værker. fulgte også Varéses inspiration omkring lydstudier og orkestration.
Han har komponeret i alle genre og for alle slags ensembler og instrumenter, og var en stor kulturel forkæmper for musiklivet i Paris. 
Han har bl.a. skrevet 4 symfonier, orkesterværker, og koncerter for forskellige instrumenter.
Jolivet var i de sene år, inspireret af afrikansk, egyptisk og asiatisk musik.

## Udvalgte værker
- Symfoni nr. 1 (1954) - for orkester
- Symfoni nr. 2 (1959) - for orkester
- Symfoni nr. 3 (1964) - for orkester
- Symfoni (1961) - for strygeorkester
- "Andante" og "Adagio" (1935, 1960) - for strygeorkester
- Koncert (1947) - for ondes martenot og orkester
- Fløjtekoncert (1948) - for fløjte og strygeorkester
- Klaverkoncert (1951) - for klaver og orkester
- 2 Cellokoncerter (1962, 1966) - for cello og orkester
- Trompetkoncert (1954) - for trompet og orkester
- Violinkoncert (1972) - for violin og orkester
- Koncert (1965) - for fløjte og slagtøj
- "Delphic-suite" (1943) - for strygeorkester, harpe, ondes martenot og slagtøj
- "Ballet fra stjernerne" (1941) - ballet
- "Guignol og Pandora" (1943) - ballet
- "Dolores eller den grimme kvindes mirakel" (1942) - opera